# Допатриум
Допатриум (лат. Dopatrium) — род болотных растений семейства Подорожниковые (Plantaginaceae), распространённый в тропических регионах Африки, Азии, Австралии и Океании.

## Ботаническое описание
Однолетние травянистые, голые, мясистые растения. Стебли прямостоячие, реже лежачие. Листья супротивные, цельнокрайные, иногда чешуевидные.
Цветки пазушные, одиночные. Прицветники отсутствуют. Чашечка короткая, пятизубчатая. Венчик воронковидный; трубка длинная, значительно длиннее чашечки, узкоцилиндрическая, в зеве расширяющаяся; отгиб двугубый: нижняя губа трёхлопастная или широко-трехлопастная; верхняя губа двухлопастная или почти двухлопастная, заметно короче нижней. Тычинок 2, скрытых в венчике, и 2 стаминодия, все прикрепленные к трубке венчика. Пестик 1; завязь округлая, двухгнёздная, в каждом гнезде многочисленные семяпочки; столбик короткий; рыльце двухлопастное, булавовидное или головчатое. Коробочка локулицидная, бороздчатая, открывается 4 цельнокрайными или неглубоко двухлопастными створками. Семена мелкие, многочисленные, бугорчатые.

## Виды
Род включает 14 видов:
- Dopatrium acutifolium Bonati
- Dopatrium angolense Skan
- Dopatrium baoulense A.Chev.
- Dopatrium caespitosum P.Taylor
- Dopatrium dortmanna S.Moore
- Dopatrium junceum (Roxb.) Buch.-Ham. ex Benth. typus — Допатриум ситниковый
- Dopatrium lobelioides (Retz.) Benth.
- Dopatrium longidens Skan
- Dopatrium macranthum Oliv.
- Dopatrium nudicaule (Rottler) Benth.
- Dopatrium pusillum P.Taylor
- Dopatrium senegalense Benth.
- Dopatrium stachytarphetoides Engl. & Gilg
- Dopatrium tenerum (Hiern) Eb.Fisch.